# Mare de Déu de Canòlic
La Mare de Déu de Canòlic (o, en grafia històrica, Canòlich) és un santuari marià i una talla de la parròquia andorrana de Sant Julià de Lòria on es venera la Mare de Déu de Canòlic. És un monument declarat Bé d'interès cultural.
L'etimologia del topònim Canòlic no és gens clara. S'han fet algunes elucubracions, però certes grafies utilitzades a l'edat mitjana, com canolig, encara dificulten més trobar una explicació sobre l'origen del mot. En tot cas, és difícil que provingui del llatí canonicu, perquè no es té constància que la canònica de la Seu d'Urgell posseís res a l'indret. S'han fet altres propostes fantasioses que no tenen cap mena de suport toponomàstic.

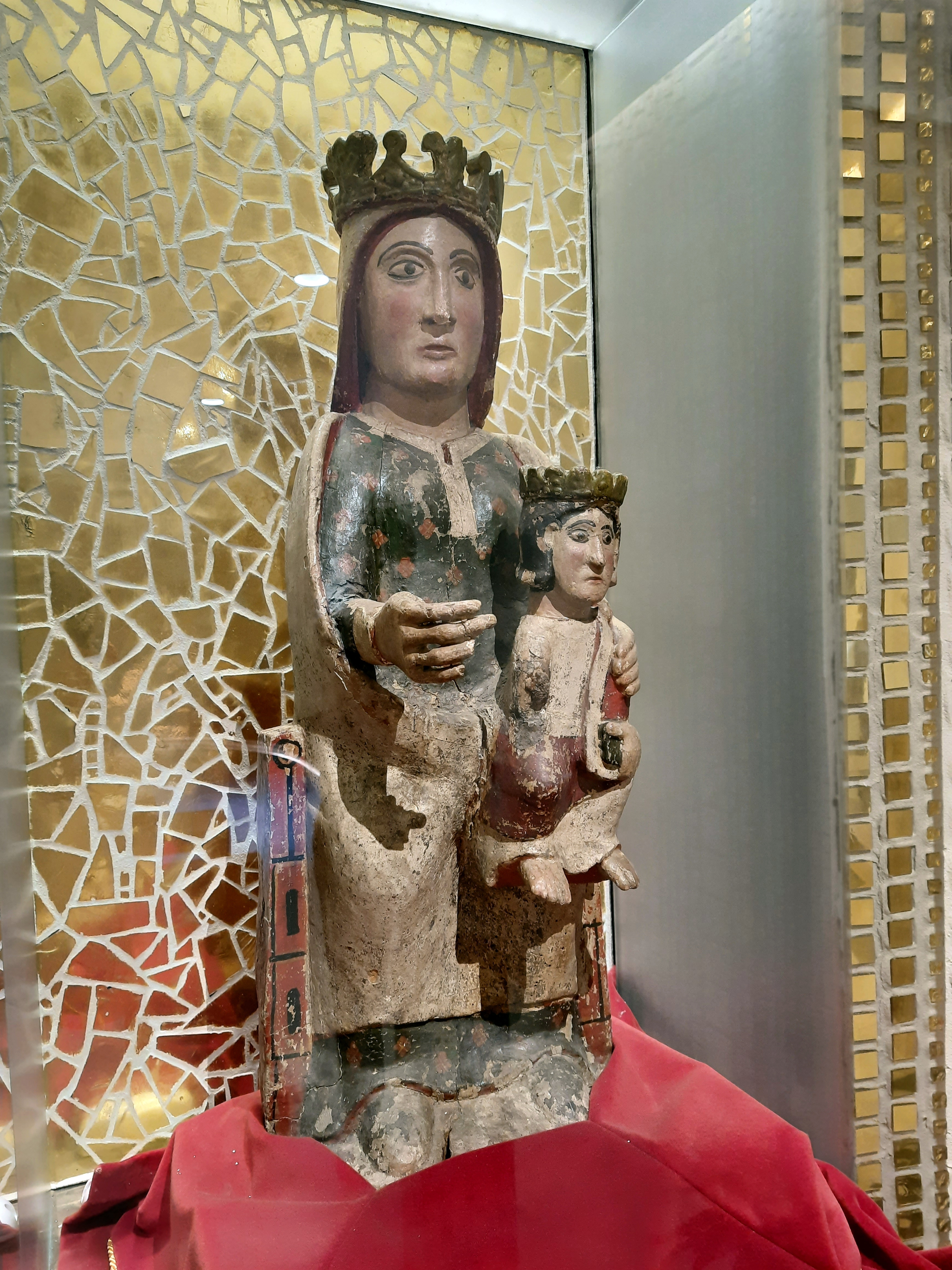
Talla original a l'església de Sant Julià de Lòria

Actualment no es conserva cap estructura de l'antiga església romànica que degué existir en aquest lloc, tal com ho testimonia la pervivència d'una talla policromada de la Mare de Déu. Segons la tradició, aquesta figura fou trobada el 1223 per un pastor de Bixessarri gràcies a un colom blanc que el portava amb insistència cap a una petita balma, on ara s'aixeca el santuari de Canòlic. Aquesta imatge mariana és una talla policromada romànica, molt expressiva.
El santuari actualment és un edifici de factura moderna que es va restaurar entre els anys 1973 i 1979. Exteriorment consta d'una nau rectangular i campanar d'espadanya. A l'interior presenta una volta de canó i un gran arc triomfa amb un retaule barroc dedicat a Santa Maria. Al voltant de l'església hi ha taules i barbacoes i a l'altre costat de la carretera un restaurant i hotel.
La Mare de Déu de Canòlic és la patrona de la parròquia de Sant Julià de Lòria i es conserva a l'església parroquial de Sant Julià de Lòria. Els seus habitants pugen en gran nombre al santuari el darrer dissabte de maig quan se celebra l'aplec per a venerar la imatge. Aquesta Mare de Déu va ser coronada pel vaticà el 29 de maig de 1999. L'any abans, es va celebrar el 775è aniversari de la trobada de la verge (1223 –1998).
Per arribar-hi, un cop passat Bixessarri, la carretera es bifurca, i vers el Santuari s'enfila per unes impressionants giragonses fins a arribar al santuari de Canòlic, situat a 1635 m d'altitud, als vessants de llevant de la Serra Plana.
Davant el pont romànic d'Aixovall hi ha un petit oratori, a l'esquerra de la Valira, amb una imatge d'aquesta Mare de Déu i des d'on, antigament, els vianants que transitaven a peu dirigien la mirada per albirar el santuari de Canòlic, que justament és visible en una clariana del bosc només des d'aquest oratori.